# Conservapedia

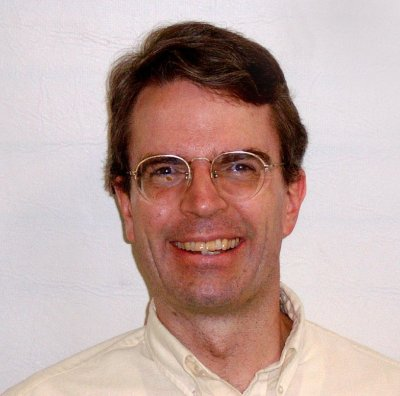
Fundador da Conservapedia Andrew Schlafly em 2007

Conservapedia é um projeto de um sítio da web em formato wiki com o objetivo de construir uma enciclopédia com artigos pró-estadunidenses, socialmente conservadores e com conservadorismo cristão. O projeto foi criado por Andrew Schlafly, filho da ativista conservadora Phyllis Schlafly. Segundo eles, a enciclopédia foi criada como uma resposta ao que consideram uma polarização anticristã e antiamericana nos artigos da Wikipédia, em especial a anglófona. De acordo com notícias recentes sobre o sítio, a Conservapedia se originou de um projeto de crianças ensinadas por homeschooling (ensino doméstico), com muitos dos artigos criados por jovens como parte da tarefa escolar.
Além do papel de enciclopédia, a Conservapedia também é usada pela organização de Andrew Schlafly chamada Eagle Forum. Material de vários cursos onlines, por exemplo, de história dos Estados Unidos, podem ser encontradas na enciclopédia. A "Eagle Forum University" é associada com o Eagle Forum, de Phyllis Schlafly. Andrew Schlafly afirmou que espera que o sítio se torne uma fonte geral para professores estadunidenses.
O website ganhou popularidade graças às matérias dos jornais The Guardian e New York Times, que dedicaram artigos inteiros à enciclopédia. Desde então, o número de usuários "cresceu de maneira meteórica", como diz o dono do sítio. Segundo ele, o sítio recebe mais visitas que a página de Rush Limbaugh, um polêmico comentarista estadunidense.

## Conservapedia e Wikipédia
A Conservapedia desaprova o que ela chama de "aversão institucional" na Wikipédia quanto ao não uso de escrituras cristãs e doutrina como objetivo de fontes confiáveis para tópicos fora do campo de teologia cristã. A Wikipédia tem uma política de "ponto de vista neutro", incompatível com a intenção "a favor do cristianismo e dos Estados Unidos", como afirmado pela Conservapedia.
A Conservapedia considera polarizado o tratamento da Wikipédia em relação à evolução biológica (no artigo da versão em inglês), alegando que "a maioria dos americanos rejeitam a teoria da evolução". A Conservapedia considera também a prática da Wikipédia de utilizar as notações "CE/BCE" e "AD/BC", para datas e as variantes inglês britânico e inglês americano "anti-cristã" e "anti-americana", respectivamente. Em uma entrevista de Março de 2007 no jornal The Guardian, Schlafly afirmou, "Eu experimentei a Wikipédia, e os editores polarizados que dominam tentam censurar ou mudar os fatos para adaptar às suas opiniões. Em uma ocasião as minhas edições factuais foram removidas em 60 segundos — então editar a Wikipédia não é mais uma opção viável." Em 7 de Março, Andy Schlafly foi entrevistado no programa matinal Today programme da BBC Radio 4.
Schlafly levantou várias questões: que o artigo sobre o renascimento não dá nenhum crédito ao cristianismo, que muitos artigos da Wikipédia usam ortografia não-americana apesar da maioria dos usuários serem norte-americanos, que o artigo sobre as atividades Americanas nas Filipinas tem um ponto de vista antiamericano, e que tentativas de incluir visões pró-cristãs e pró-americanas são removidas muito rapidamente. Conservapedia disse também que a "Wikipédia é seis vezes mais liberal que o resto do público americano."
Schlafly indicou que a Conservapedia não adotou o que ele considera "as regras de copyright complexas da Wikipédia," ainda dizendo que a Conservapedia "reserva o direito de objeção sobre a cópia de materiais,"
O co-fundador da Wikipédia Jimmy Wales afirmou que ele não tem nenhuma objeção ao projeto. "A cultura livre não tem limites," ele disse.

## Críticas e vandalismo
O projeto Conservapedia sofreu uma série de críticas por imprecisões factuais e relativismo factual A Conservapedia também foi comparada ao CreationWiki, um wiki escrito sob uma perspectiva chamada "creation science". Críticos, como o escritor conservador Andrew Sullivan, o "blogueiro" conservador Jon Swift, o escritor científico Carl Zimmer, e outros, criticaram e ironizaram o website Conservapedia por imprecisão factual, extremismo, hipocrisia, polarização e ignorar o consenso científico em assuntos como o Big Bang e a teoria da evolução, colocando em seu lugar, exegese bíblica.
Vários exemplos disseminados de artigos da que contradizem o consenso científico incluem a afirmação de que todos os cangurus descendem de um único par, levado na Arca de Noé; que "o trabalho de Einstein não tinha nada a ver com o desenvolvimento de uma bomba atômica" e que a gravidade e evolução são teorias que continuam sem provas. Uma entrada sobre o "Pacific Northwest Arboreal Octopus" recebeu atenção particular, pois segundo Schlafly, a página seria uma paródia sobre o ambientalismo. No entanto, em 4 de março de 2007, a página foi eliminada. Outros artigos ofensivos desde então foram revisados para incluir menos frases do tipo que atraem a atenção da blogosfera. Tom Flanagan, um professor conservador de ciências políticas na Universidade de Calgary argumentou que a Conservapedia é mais voltada para religião que conservadorismo e que é "muito mais culpada do crime que estão atribuindo à Wikipédia".
O projeto também foi criticado por promover uma dicotomia entre conservadorismo e liberalismo e por promover a noção de que "frequentemente há duas interpretações iguais e válidas dos fatos."

## GFDL
O projeto atualmente não está licenciado sob a licença GFDL ou outra copyleft similar e isso levou a algumas preocupações. De acordo com Wales, as pessoas que contribuem para a Conservapedia "estão dando controle total do conteúdo, o que pode dar em resultados não agradáveis." Schlafly respondeu afirmando que apesar de a Conservapedia não ter decidido ainda em uma política formal de direitos de autor, "Nós incentivamos o re-uso de nosso material em uma maneira similar à da Wikipédia."